# Pie de atleta
El pie de atleta o tinea pedis es una infección micótica producida por hongos dermatofitos (que se alimentan de queratina) o por levaduras (en casos muy raros con alteración del sistema inmunitario). Afecta los pliegues interdigitales, la planta y los bordes del pie; el nombre coloquial de «pie de atleta» se le da porque frecuentemente los deportistas presentan una mayor probabilidad de contagio.

## Epidemiología
Es la dermatofitosis más frecuente y representa un 70 % de las tiñas y el 20 % de los individuos son portadores asintomáticos de una tiña contagiosa. Es frecuente ver el paso del organismo a zonas distantes del pie a través de toallas, ropa contaminada y sábanas, entre otras.
El pie de atleta es más frecuente en hombres que en mujeres y se ve tanto en niños como en adultos. Los atletas y deportistas presentan una mayor posibilidad de contagio. El contagio es por transmisión directa de persona a persona, así como de superficies húmedas donde el hongo persiste por meses, tales como piscinas, baños, duchas, toallas, alfombras, en cuarteles, colegios, saunas, hoteles y gimnasios. El mantener el pie húmedo (sudor, por ejemplo) por tiempos prolongados y uso de calzado cerrado como las botas aumenta el riesgo de aparición o permanencia de la infección, pues crea un ambiente cálido, húmedo y oscuro favorable para el hongo.

## Etiología
La dermatofitosis micosis tiene la capacidad de infectar tejidos cutáneos queratinizados no viables, incluso el estrato córneo, uñas (tinea unguium) y pelo (tinea capitis). Hay unas 42 especies de dermatofitos que pueden afectar los tejidos queratinizados y estas se clasifican, según su procedencia, en: zoofílicos, que viven en los animales; antropofílicos, que viven exclusivamente en el ser humano, y geofílicos, que viven en la tierra.
Entre los dermatofitos que pueden ocasionar el pie de atleta se incluyen el Trichophyton rubrum, el Trichophyton mentagrophytes y, en menor medida, el Epidermophyton floccosum. B

## Cuadro clínico
El pie de atleta causa enrojecimiento y picor constante. Algunos casos pueden presentarse sin síntomas, excepto por la característica maloliente de la infección. Es frecuente ver también grietas, ampollas y escamas en el área afectada.
El pie de atleta puede presentarse en tres formas clínicas:
- Forma crónica intertriginosa presentada como un infección interdigital seca, cuyos síntomas son: picazón (en algunos casos), maceración blanquecina, grietas y fisuras con un olor característico y descamación.
- Forma aguda, generalmente plantar: prurito (en algunos casos), grietas e hiperqueratosis por donde todo el pie se amolda al zapato. Es frecuente ver ulceraciones y costras en lugares de mayor fricción.
- Forma vesicular húmeda: con vesículas que nunca deben ser explotadas intencionadamente.

## Diagnóstico
No solamente los hongos del pie de atleta causan irritación del pie. Múltiples enfermedades, como el eccema y la psoriasis interdigital, pueden ocasionar síntomas parecidos. Muchas veces, el diagnóstico es incorrecto, pues se trata en realidad de otra dolencia que no es causada por pie de atleta, seguida de un tratamiento incorrecto, que incluso puede agravar el problema. Por ello, es importante acudir a un médico. El diagnóstico correcto debe ser precedido por una historia clínica completa, la toma de muestra raspando la zona afectada, para realizar un examen directo en busca de hifas características del hongo y para llevar a cabo la siembra de un cultivo micológico, con objeto de identificar el organismo causante.
Esta es una enfermedad casual.

## Tratamiento[8]
La terapia antifúngica local es la primera línea de tratamiento para la tinea pedis. Se aplica fármacos antifúngicos de manera tópica, una o dos veces al día, por 1 a 6 semanas (con un promedio de 2 a 4 semanas), dependiendo de la severidad de la lesión, el tipo de medicación y la evolución de las lesiones durante el tratamiento. 
El tratamiento tópico de primera línea incluye varios agentes antifúngicos, incluyendo azoles (p.e., ketoconazol, isoconazol, tioconazol, econazol), alilaminas (p.e., terbinafina), benzilaminas (p.e. butenafina), ciclopirox, tolnaftato y amorolfina. Se ha visto que los pacientes con tinea pedis interdigital suelen presentar una respuesta adecuada al tratamiento a la semana de iniciado, mientras que aquellos con hiperqueratinosis suelen requerir tratamientos más prolongados de hasta 4 semanas. La terapia tópica es bien tolerada, con efectos secundarios poco comunes que suelen consistir en prurito, escozor y sensación de ardor en los sitios de aplicación. 
Es importante la educación al paciente para la aplicación adecuada del tratamiento, puesto que las recaídas suelen ser resultado de mala adherencia a la terapia. En usuarios que trabajan jornadas laborales extensas o aquellos con un perfil de polifarmacia, se recomienda la terapia con antifúngicos de una aplicación al día (p.e. terbinafina, econazol, sertaconazol). 
La terapia antifúngica sistémica debe considerarse si la infección es extensa, recurrente, crónica y/o resistente al tratamiento tópico, si el paciente es inmunosuprimido o existe evidencia de onicomicosis concomitante. Fármacos antifúngicos orales usados para el tratamiento de tinea pedis incluye:
- Terbinafina, en dosis de 2,5 mg/día para <20 kg, 125 mg/día para >20 kg y <40 kg, o 250 mg/día ≥40 kg, por dos semanas.
  - Sus reacciones adversas suelen ser:
    - Poco comunes: cefalea, disgeusia, anorexia, nauseas y vómitos, dolor abdominal, diarrea, prurito.
    - Raros: aumento de las enzimas hepáticas, falla hepática fulminante, neutropenia, depresión, síndrome de Stevens-Johnson.
- Itraconazol, en dosis de 3 - 5 mg/kg/día, dividido en dos dosis diarias, sin superar los 200 mg al día, por una semana.
  - Sus reacciones adversas suelen ser:
    - Comunes: cefalea, mareos, nauseas y vomitos, dolor abdominal, diarrea.
    - Raro: prurito, edema periferico, hipertensión, hipokalemia, dermatitis, falla hepática, falla cardiaca, disnea, trombocitopenia.
- Fluconazol, en dosis de 6 mg/kg/semana, máximo 150 mg semanal, por dos a seis semanas.
  - Sus reacciones adversas suelen ser:
    - Poco comunes: pirexia, nauseas y vómitos, diarrea, cefalea, prurito, aumento de las enzimas hepáticas.
    - Raro: síndrome de Stevens-Johnson, prolongación del intervalo QT, arritmias cardiacas (torsades de pointes).

En ciertas ocasiones, suele existir resistencia a la terapia con terbinafina a causa de una infección por hongos no dermatofitos u hongos con resistencia al fármaco, usualmente por una mutación en el gen codificado de la enzima escaleno epoxidasa, encargada de la síntesis de ergosterol, molécula blanco de la terbinafina.